# I mostri oggi
I mostri oggi è un film a episodi del 2009 diretto da Enrico Oldoini, al suo ultimo lavoro cinematografico. Oldoini cura anche il soggetto e la sceneggiatura insieme a Ferrini, Scarpelli, Silvia Scola e Marco Tiberi (1973-2024).
Si tratta di un seguito dei film I mostri (1963) e I nuovi mostri (1977). Il film è suddiviso in sedici episodi che raccontano i vizi, le paure e le debolezze degli Italiani contemporanei. È l'ultimo film interpretato da Enzo Cannavale.

## Trama

### Ferro 6
In un circolo esclusivo di golf, una donna colpisce una pallina infrangendo una finestra, finendo nella zuppiera del caviale durante un ricevimento di aristocratici, sporcando gli abiti dei presenti. La donna è convinta che costoro, infuriati e rivelatisi tutt'altro che raffinati, si stiano complimentando con lei per il tiro.

### Unico grande amore
Nell'estrema periferia romana, il tifoso romanista Romeo finge di innamorarsi di Giulietta, ragazza paraplegica, con lo scopo di rubarle la carrozzella e accedere gratuitamente allo stadio nei posti riservati ai disabili. Tale è l'entusiasmo per una rete da esultare in piedi, nella gioia e l'indifferenza degli altri disabili.

### Il malconcio
Una coppia di coniugi, Alberto e Stefania, carica nella loro auto un uomo investito riverso in strada. Durante il trasporto hanno un diverbio per qualche loro problema per quindi fermarsi e rappacificarsi facendo l’amore sul cofano della vettura. Non resta al poveretto che scendere e trascinarsi al più vicino ospedale.

### Il vecchio e il cane
Durante una partenza per le vacanze, un capofamiglia, Renzo, decide di sbarazzarsi del proprio cane, contro il parere dell'anziano padre, il quale a sua volta è costretto a scendere in un parcheggio autostradale per abbandonarlo. La famiglia coglie l'occasione per liberarsi di entrambi.

### Padri e figli
Il portinaio Emilio scopre una relazione omosessuale tra il figlio Tonino e un inquilino. Quest'ultimo altri non è che Davide, il professore universitario del ragazzo, e viene invitato a un pranzo, durante il quale è messo al corrente dal capofamiglia dello stile di vita frivolo del giovane, uno stratagemma per far troncare la relazione ormai intuita dal padre.

### La testa a posto
La giovane Alessia è minacciata di essere lasciata dal suo fidanzato giacché non accetta il suo lavoro, così decide di andare a vivere con lui ma alla decisione inderogabile dell'altro, non le resta che tornare sui suoi passi, onde aiutare la propria famiglia, genitori e nonno, tornando a lavorare sul marciapiede.

### La fine del mondo
Un giornalista conduce un'inchiesta sul buco dell'ozono su una spiaggia affollata e la sola risposta concreta è quella di due bagnanti pienamente soddisfatti del clima estivo in pieno inverno.

### Povero Ghigo
Un divo della televisione sfrutta la propria notorietà, presenziando dietro compenso al funerale di sconosciuti, davanti all'entusiasmo degli astanti.

### Razza superiore
Un volontario che accompagna in carrozzella un'anziana aristocratica tirchia (vecchia amica di Edda Mussolini) approfitta del suo sonno per farla sembrare una mendicante all'ingresso di una chiesa, intascando le offerte e dividendole con il maggiordomo della donna, entrambi mai pagati da lei.

### Euro più, euro meno
Fosco e Alice, due fidanzati che lavorano come camerieri nello stesso lussuoso hotel al centro di Roma, approfittano del lungo viaggio verso casa in periferia per progettare il loro futuro senza soldi.

### Fanciulle in fiore
Tre giovanissime, che vogliono acquistare dei costosi capi d'abbigliamento, architettano un piano ai danni di un padre di famiglia, adescandolo in un cinema per poi estorcergli del denaro.

### Terapia d'urto
Al termine di una seduta, una psicoterapeuta incoraggia il suo paziente Giancarlo al suicidio, su desiderio della moglie Elena, facendogli credere che sia nella sua natura.

### L'insano gesto
Un sacerdote tenta di fermare un ragazzo, credendo voglia buttarsi da un ponte sul Tevere. Questi in realtà voleva soccorrere invano l'uomo dell'episodio precedente. Il religioso, accortosi dell'equivoco, se ne va.

### La seconda casa
Un camorrista si fa costruire a Napoli un grosso nascondiglio segreto sotto la propria abitazione, onde proteggere lo zio e i suoi due complici, noti latitanti. Dopo aver mostrato gli ambienti con tutti i comfort e i sistemi di sicurezza, spiega come egli abbia eliminato il progettista e la manovalanza per indurli al silenzio, interrandoli sotto il pavimento. Gli stessi latitanti inorridiscono davanti a tanto cinismo e spietatezza.

### Cuore di mamma
In un supermercato una donna perde di vista la propria figlioletta e si dispera credendo in un rapimento. In quel mentre, nel locale giunge una troupe della Rai che stava realizzando un servizio nelle vicinanze, e si offre perché ella possa diffondere un appello per il ritrovamento. Ella svela la propria vanità e arrivismo di fronte alle telecamere, nonostante le giunga una chiamata di un uomo straniero che l'avverte del ritrovamento della piccola, ma fingendo di non capire spegne il cellulare continuando la propria esibizione in video.

### Accogliamoli
Due immigrati indiani arrivati in Italia vengono ingannati e fatti entrare con la forza da due sfruttatori in una casa già straripante di stranieri, i cui soldi vengono intascati dai due.

## Colonna sonora
Il film presenta come colonne sonore le canzoni Hot n’ Cold e I Kissed a Girl, entrambe  pubblicate e cantate dalla cantante statunitense Katy Perry nel 2008, anno in cui è stato girato il film.

## Distribuzione
Il film è uscito nelle sale il 27 marzo 2009.

## Accoglienza

### Incassi
Il film ha incassato 2 milioni di euro nelle prime 4 settimane di programmazione.

### Critica
Il film è stato generalmente criticato per la sua scarsa qualità. Marco Giusti ne il manifesto scrive: «Anche se I mostri oggi porta la firma dei due produttori originali [...] poco è così lontano dalla leggerezza, l'ironia e la cattiveria del vecchio classico e del suo sequel, che aveva punte comiche altissime. [...] Ovviamente tra le mostruosità di oggi neanche un accenno alla politica, alla tv, al cinema o ai carabinieri. Ah, scordavo, però c'è un Enzo Cannavale in gran forma.» Paolo Mereghetti nel Corriere della Sera scrive: «la pochezza della messa in scena finisce per cancellare pure quegli scampoli di satira di costume che forse erano nelle intenzioni degli sceneggiatori [...] ma che si riducono a far scimmiottare dal cameriere Neri Marcorè i discorsi orecchiati sui soldi, mentre serve tartine e salmone» Paolo D'Agostini ne la Repubblica sentenzia: «quante risorse dissipate per ricalcare senza fantasia un caposaldo della commedia italiana dell'età d'oro». Maurizio Carbona dalle pagine de Il Giornale: «La forza e la debolezza dei Mostri oggi è che è ormai difficile giudicare questi personaggi come li giudica il titolo. [...] Insomma, l'orrore non è più eccezionale ma banale.»
Alessandra Levantesi ne La Stampa: «In Mostri oggi [...] circola piuttosto un'aria di rassegnazione. Con qualche ovvia variante rispetto a mezzo secolo fa, nulla è cambiato: ricchi e poveri, uomini e donne, mostri eravamo e mostri siamo. Ma prima c'era il collante di un senso collettivo dei valori che induceva all'indignazione: ora è come se fosse passato un rullo compressore ad appiattirci tutti.» Marzia Gandolfi su MYmovies.it: «[...] se gli episodi diretti da Risi, Scola e Monicelli costruivano un nuovo universo in grado di dialogare con la realtà, in uno scambio che rimandava dall'uno all'altra, quelli di Oldoini ricorrono a forme testuali già codificate, pre-esistenti, ovvero il cinema e la televisione. [...] S'intenda, la commedia all'italiana non può fare a meno di assorbire il tessuto mediale che le sta intorno, dialogando con il teatro (e la televisione) d'intrattenimento o con la società dei consumi, ma gli interpreti in questione coabitano i due mondi, riducendosi a uno strano ibrido attoriale e dialettale: il milanese Bisio, il fiorentino Panariello, il napoletano Buccirosso e il vagamente pugliese ras Abatantuono. Fino a quando il cinema italiano non si deciderà a fare i conti con la realtà sociale e a formalizzarla in una nuova arte del racconto, rimandiamo lo spettatore ai mostri in bianco e nero.»
Ci sono comunque state anche critiche positive, come quella di Gian Luigi Rondi che, dalle pagine de Il Tempo, commenta favorevolmente la pellicola: «Una bella galleria di quanti oggi si impongono nel cinema italiano. E non solo sul versante ironico.» E così anche Alessio Guzzano in City: «A 26 anni da Gassman/Tognazzi, da Dino Risi e da Age-Scarpelli-Petri-Scola, Enrico Oldoini e soci fanno inaspettatamente centro: 16 episodi degni, qualcuno eccellente. Tempi giusti, scrittura pensata, risate che si spengono in sorrisi amari.»